# Bassin de stockage d'Austerlitz
Le bassin d'Austerlitz, ou bassin de stockage d'Austerlitz, sert à traiter l'excédent d'eaux de pluie dans la Seine lors d'orages.

## Description
Le bassin d'Austerlitz est le troisième bassin de stockage aval d'eau unitaire de Paris lors d'orages,, qui complète les deux stockages avals : le stockage Proudhon et le Tunnel Ivry Masséna. Cylindre de 50 mètres de diamètre et de plus de 30 mètres de profondeur, sa capacité est de plus de 50 000 m3 d'eau,. Les eaux captées dans le bassin lors des épisodes pluvieux sont ensuite relâchées progressivement dans le réseau d'égouts puis traitées en station d'épuration. Il se situe sous le square Marie-Curie à Paris, boulevard de l’Hôpital au niveau de la station Saint-Marcel desservie par la ligne 5. Les travaux ont lieu d'août 2020 à mai 2024, pour un montant de 90 millions d'euros, financés par l'Agence de l'eau Seine-Normandie, le SIAAP et la Ville de Paris.

## Historique
Ce bassin est créé dans le but de mieux contrôler la pollution de la Seine lors des épisodes de forte pluie, en divisant par 10 le volume d'eaux non traitées rejetées dans la Seine,,. Outre la dépollution des eaux, il doit permettre les baignades dans la Seine d'abord à l'occasion des épreuves de nage en eau libre des Jeux olympiques d'été de 2024, puis pour les parisiens dans des sites pérennes à partir de 2025,,, situés au Bras du Pont-Marie, au Bras de Grenelle et à Bercy.
Les deux stockages existants n'étant pas jugés assez efficaces, la Ville de Paris n'en souhaite néanmoins pas de troisième du même type, eu égard au coût relativement élevé de ce genre de dispositif et missionne l’APUR pour proposer une solution alternative plus efficace basée sur les techniques alternatives de gestion des eaux pluviales consistant à déconnecter 70% de la voirie des 12ème et 13ème arrondissement par des noues végétalisées contribuant au verdissement de Paris. La Ville de Paris retient finalement la technique classique de stockage en béton sur le site Austerlitz, bien que la solution alternative de l'APUR soit d'un coût nettement inférieur, à 16 millions d’euros.
Les travaux sont confiés à un consortium créé pour l'occasion nommé Impluvium et constitué des entreprises Urbaine de travaux (mandataire), SADE Travaux Spéciaux (co-traitant), Solétanche Bachy France, Sefi Intrafor et Bessac, sous une maîtrise d’œuvre Prolog-Artelia pour un budget initial de 60 millions d'euros qui atteint finalement 90 millions d'euros et débutent en 2021.
Le 16 juin 2023, un accident de chantier a coûté la vie à un ouvrier de l’entreprise Urbaine de travaux,,,,.
Le bassin est inauguré le 2 mai 2024, en présence de la maire de Paris Anne Hidalgo, de la ministre des Sports, des représentants de Paris 2024 ainsi que d'autres élus. Le 19 juin, le bassin fonctionne pour la première fois après un orage la veille. Il a accueilli 40 000 m3 sur les 50 000 m3 maximum.

## Controverses
Selon l'organisation non gouvernementale environnementale Surfrider Fondation, le bassin ne pourra stocker tout le ruissellement s'il pleut trop fort et la qualité des eaux en sera affectée.
Les travaux avaient prévu l’abattage d’une centaine d’arbres dans le square Marie-Curie (qui est effectivement entièrement détruit), le quai de la Rapée (une rangée arbre effectivement abattue), le square Albert-Tournaire, le boulevard de l'Hôpital et la place Mazas (qui ne sont finalement pas impactés), dont une cinquantaine d’arbres remarquables. Ces abattages ont fortement perturbé la faune locale, notamment les oiseaux et les chauves-souris.